# Buddhizmus Liechtensteinben
A buddhizmus Liechtensteinben kisebbségi vallásnak számít, és hivatalosan nem elismert. Csupán egy buddhista központ található az ország fővárosában, Vaduzban. Az Egyesült Államok államhivatalának Nemzetközi Vallásszabadságról készült 2006-os jelentése szerint Liechtensteinben 72 személy vallotta magát buddhistának, amely a teljes lakosság 0,22%-a (2002-es adat). 
Svájc és Liechtenstein tibeti kisebbsége (TCSL - Tibetan Community of Switzerland and Liechtenstein) 3500 főt számol, amely Európa legnagyobb tibeti menekült közössége. Az 1973-ban jogi formát öltő közösség igyekszik megőrizni eredeti kultúrájukat és öntudatukat. 2016-ban a közösség meghívta a 14. dalai lámát Zürichbe, ahol előadást tartott és tanítást adott a csoport felkérésére.